# Okanogan (Waszyngton)
Okanogan – miasto (city), ośrodek administracyjny hrabstwa Okanogan, w północno-wschodniej części stanu Waszyngton, w Stanach Zjednoczonych, położone nad rzeką Okanogan. W 2010 roku miasto liczyło 2552 mieszkańców.
Miasto założone zostało w 1907 roku.